# Middle East Relief and Refugee Administration
Die Middle East Relief and Refugee Administration (MERRA) war eine britische Militärverwaltung mit Sitz in Kairo, die im Nahen Osten während des Zweiten Weltkriegs Flüchtlingslager unterhielt. Sie wurde 1942 eingerichtet, als nach der Besetzung Osteuropas und des Balkans durch die Achsenmächte und die Sowjetunion viele Flüchtlinge über das Mittelmeer in den Nahen Osten gelangten. Bei den etwa 40.000 Flüchtlingen handelte es sich überwiegend um Polen, Jugoslawen und Griechen. Mit der Türkei bestand ein Abkommen, Flüchtlinge von dort zu übernehmen. Die Lager waren Moses Wells am Roten Meer, ein Militärstützpunkt polnischer und australischer Truppen bei Nuseirat im Gazagebiet, El Shatt östlich des Suezkanals und ein Lager bei Aleppo.